# Copa Alpe Ádria de 2017–18
A Copa Alpe Ádria de 2017-18 é a terceira edição da competição onde dezesseis equipes de seis países originalmente formada por países com regiões constituintes da Região Alpe Ádria.  
A equipe do Rieker Komárno da Eslováquia é o atual campeão e defensor do título.

## Equipes Participantes

### Grupo A
| Pos | Clube           | J | V | D | %V | P+  | P-  | S  | Pts | Classificação |       | C/V    | PRI   | VIE   | PRA   | LAS |
| --- | --------------- | - | - | - | -- | --- | --- | -- | --- | ------------- | ----- | ------ | ----- | ----- | ----- | --- |
| 1   | Zlatorog Laško  | 6 | 4 | 2 | 66 | 504 | 451 | 2  | 8   | playoffs      | PRI   |        | 20-0  | 78-73 | 65-71 |     |
| 2   | Hallmann Vienna | 6 | 3 | 2 | 50 | 427 | 433 | -2 | 6   | playoffs      | VIE   | 96-73  |       | 83-71 | 90-83 |     |
| 3   | USK Praha       | 5 | 2 | 3 | 40 | 379 | 384 | 1  | 4   |               | PRA   |        | 99-78 |       | 74-62 |     |
| 4   | BC Prievidza    | 5 | 2 | 3 | 40 | 296 | 338 | 1  | 4   | LAS           | 98-80 | 107-80 | 83-62 |       |       |     |

### Grupo B
| Pos | Clube        | J | V | D | %V | P+  | P-  | S  | Pts | Classificação |       | C/V   | SET   | KOM   | KOR   | DEC |
| --- | ------------ | - | - | - | -- | --- | --- | -- | --- | ------------- | ----- | ----- | ----- | ----- | ----- | --- |
| 1   | Armex Děčín  | 6 | 4 | 2 | 66 | 487 | 460 | 2  | 8   | playoffs      | SET   |       | 81-67 | 93-77 | 81-87 |     |
| 2   | Egis Körmend | 6 | 4 | 2 | 66 | 475 | 464 | 1  | 8   | playoffs      | KOM   | 85-74 |       | 66-75 | 80-67 |     |
| 3   | KK Šentjur   | 6 | 2 | 4 | 33 | 495 | 509 | 1  | 4   |               | KOR   | 95-86 | 79-68 |       | 77-71 |     |
| 4   | MBK Komárno  | 6 | 2 | 4 | 33 | 436 | 460 | -3 | 4   | DEC           | 98-80 | 84-70 | 80-72 |       |       |     |

### Grupo C
| Pos | Clube                | J | V | D | %V | P+  | P-  | S  | Pts | Classificação |       | C/V   | OSK   | SEN   | KLO   | BRN |
| --- | -------------------- | - | - | - | -- | --- | --- | -- | --- | ------------- | ----- | ----- | ----- | ----- | ----- | --- |
| 1   | mmcité Brno          | 6 | 4 | 2 | 66 | 480 | 420 | -1 | 8   | playoffs      | OSK   |       | 75-79 | 85-82 | 90-84 |     |
| 2   | Šenčur               | 6 | 4 | 2 | 66 | 454 | 426 | 1  | 8   | playoffs      | SEN   | 80-59 |       | 75-58 | 78-73 |     |
| 3   | Klosterneuburg Dukes | 6 | 2 | 4 | 33 | 413 | 456 | 1  | 4   |               | KLO   | 87-78 | 66-63 |       | 71-77 |     |
| 4   | Vrijednosnice Osijek | 6 | 2 | 4 | 33 | 440 | 485 | -4 | 4   | BRN           | 73-53 | 95-79 | 78-49 |       |       |     |

### Grupo D
| Pos | Clube                  | J | V | D | %V  | P+  | P-  | S  | Pts | Classificação |       | C/V   | UST    | LEV    | HEL   | GRA |
| --- | ---------------------- | - | - | - | --- | --- | --- | -- | --- | ------------- | ----- | ----- | ------ | ------ | ----- | --- |
| 1   | Levicki Patrioti       | 5 | 5 | 0 | 100 | 413 | 356 | 5  | 10  | playoffs      | UST   |       | 69-72  | 112-83 | 93-44 |     |
| 2   | Helios Suns            | 5 | 3 | 2 | 60  | 436 | 410 | -1 | 6   | playoffs      | LEV   | 92-78 |        | 95-72  | 79-75 |     |
| 3   | Sluneta Ústí nad Labem | 6 | 2 | 4 | 33  | 503 | 451 | 1  | 4   |               | HEL   | 85-78 | 74-81  |        | 93-80 |     |
| 4   | UBSC Raiffeisen Graz   | 6 | 1 | 5 | 16  | 393 | 528 | -3 | 2   | GRA           | 75-73 | 60-89 | 59-101 |        |       |     |

## Quartas de finais
A segunda equipe joga a segunda partida em casa.
| Equipe 1     | Total   | Equipe 2         | 1.º jogo | 2.º jogo |
| ------------ | ------- | ---------------- | -------- | -------- |
| Egis Körmend | 166–171 | Zlatorog Laško   | 85–82    | 81–89    |
| USK Praha    | 159–151 | Armex Děčín      | 78–68    | 81–83    |
| Helios Suns  | 104–145 | mmcité Brno      | 64–67    | 40–78    |
| Šenčur       | 126-178 | Levicki Patrioti | 63–77    | 63-101   |

## Semifinais
A segunda equipe joga a segunda partida em casa.
| Equipe 1       | Total   | Equipe 2         | 1.º jogo | 2.º jogo |
| -------------- | ------- | ---------------- | -------- | -------- |
| Zlatorog Laško | 148–146 | mmcité Brno      | 73–69    | 75–77    |
| USK Praha      | 150–152 | Levicki Patrioti | 76–73    | 74–79    |

## Final
| 3 de abril 19:00 CET | relatório | Levicki Patrioti                                                 | 79–89 | Zlatorog Laško                                                       |  | Hallmann Dome, Viena |  |
| 3 de abril 19:00 CET | relatório | Pts: Miha Vasl 22 Rbts: Garrick Sims 5 Asts: Souleyman Diabate 9 |       | Pts: 3 jogadores com 18 Rbts: Cleveland Thomas 5 Asts: Nejc Baric 10 |  | Hallmann Dome, Viena |  |

## Campeões
| Copa Alpe Ádria 2017-18 Campeões |
| -------------------------------- |
| Zlatorog Laško 1º Título         |